# Grignon (Côte-d’Or)
Grignon település Franciaországban, Côte-d’Or megyében. Lakosainak száma 191 fő (2022. január 1.). Grignon Benoisey, Seigny, Venarey-les-Laumes, Champ-d’Oiseau, Lantilly, Massingy-lès-Semur, Ménétreux-le-Pitois és Montigny-Montfort községekkel határos.

## Népesség
A település népességének változása:
| Lakosok száma | 334  | 267  | 244  | 222  | 250  | 235  | 207  | 203  | 200  | 191  |
|               | 1968 | 1982 | 1990 | 2006 | 2013 | 2015 | 2017 | 2019 | 2020 | 2022 |